# L'Annonciation (Léonard de Vinci)
Pour les articles homonymes, voir Annonciation (homonymie).
L'Annonciation est un tableau de l'atelier de Verrocchio, attribué à Léonard de Vinci et exposé à la galerie des Offices de Florence. Il représente l’ange Gabriel saluant la Vierge Marie et l'interrompant dans sa lecture de la Bible pour lui annoncer qu’elle est destinée à donner naissance au fils de Dieu. C'est une œuvre de jeunesse de Léonard de Vinci que l'on date des années 1472-1475.

## Support et technique
L'Annonciation est une peinture à l’huile et à la détrempe sur bois de peuplier. Elle est constituée de cinq planches encollées de 3,5 cm d’épaisseur dont la face arrière a été rabotée au XIXe siècle. Elle mesure 98 × 217 cm. Elle a fait l'objet d'une restauration en 2000.

## Données historiques
L'Annonciation provient de l'église San Bartolomeo de l'Abbaye territoriale Santa Maria de Monte Oliveto Maggiore, situé au sud de Florence. Nous ne possédons aucun autre renseignement sur le tableau avant son entrée à la galerie des Offices en 1867. Les moines de Monte Oliveto le considéraient comme une œuvre de Domenico Ghirlandaio. Le Britannique Ruskin, en 1875, y voit « un Léonard précoce des plus authentiques et d’un intérêt extrême (a most true early Leonardo, of extreme interest). » En 1907, Sydney Colvin identifie un dessin à la plume de Léonard de Vinci conservé à Oxford comme une étude pour la manche de l'ange de l’Annonciation des Offices. L'attribution du tableau à Léonard est ainsi confirmée.
Une radiographie du tableau a révélé qu’à l’origine la tête de la Vierge était plus penchée, la main droite plus courte, et que son petit doigt n’était ni relevé, ni plié. De plus une chaîne à pendentifs ornait son front. Tous ces repentirs ont accrédité la thèse d’une œuvre de jeunesse d’un Léonard encore hésitant. On relève également sur le tableau des grattages à la main des couleurs, caractéristiques de la manière de Léonard[réf. nécessaire].
On le date en général à des années 1473-1475, alors que Léonard travaille toujours dans l‘atelier de Verrocchio.

## Analyse
La scène se déroule dans un hortus conclusus, le jardin clos symbole depuis le Moyen Âge de la virginité de la Vierge. Toutefois, le jardin n‘est plus entouré de murs élevés, mais d'un simple muret bordé de plantations d’arbres contrôlées et régulières, ici des pins et des cyprès, un motif courant dans la peinture florentine du Quattrocento. Le jardin s'ouvre, au niveau de la main de l'ange, sur un paysage fluvial. Daniel Arasse note que c’est la première fois qu’un port est peint dans une Annonciation. Il faut sans doute y voir une illustration de la symbolique mariale : Marie, qui conduit ceux qui se sont égarés au port du salut éternel.
Le pré fleuri est une allusion à la ville de Nazareth. Saint Jérôme avait donné pour étymologie à Nazareth l’hébreu netser signifiant « fleur », saint Bernard l’avait commenté et La Légende dorée de Jacques de Voragine l’avait popularisée.
L’ange Gabriel salue la Vierge Marie. Le lys blanc dans sa main gauche est considéré comme un symbole de la pureté de Marie. Entre l’ange Gabriel et la Vierge, un lutrin, inspiré du sarcophage en porphyre et en marbre de Pierre Ier de Médicis et de son frère Giovanni dans la Vieille Sacristie (Sagresta Vecchia) de l’église San Lorenzo à Florence, par Verrocchio, le maître de Léonard.
La Vierge fait face à l’ange. Elle est surprise en train de lire la Bible. Son geste de la main gauche peut être interprété comme un signe de trouble (conturbatio) où elle serait « étonnée de l’altière et magnifique salutation de l’Ange ».
La construction derrière la Vierge avec son intérieur ouvert sur le jardin a pu évoquer la peinture flamande. Le port peint sur fond de montagnes est un des premiers exemples de la poétique des lointains dans la peinture de Léonard de Vinci. Il s'y attache, selon l'expression d'Ernst Gombrich « à rendre les modifications de la couleur dans la nature à travers l’air et la lumière ».

## L’Annonciation du Louvre

Version exposée au Louvre.

Il existe une autre version de ce tableau, un peu ultérieure et de plus petites dimensions exposée au Musée du Louvre.

## Postérité
Le tableau fait partie du musée imaginaire de l'historien français Paul Veyne, qui le décrit dans son ouvrage justement intitulé Mon musée imaginaire.